# Blattbach
Der Blattbach ist der 3,1 km lange, westnordwestliche und linke Quellbach des Helmbachs im rheinland-pfälzischen Landkreis Bad Dürkheim. Er wird von manchen auch als dessen Zufluss angesehen. Der Blattbach befindet sich auf seiner kompletten Länge auf dem Gebiet der Gemeinde Elmstein.

## Geographie

### Verlauf
Der Blattbach entspringt im mittleren Pfälzerwald auf einer Höhe von 402 m ü. NHN.
Er fließt zunächst in Richtung Osten durch ein enges Tal zwischen den Brogberg im Norden  und Blattberg (550,8 m ü. NHN) im Süden. Bei der Flur Birnenberg wird er auf seiner rechten Seite von den aus West-Südwesten kommenden Miedersbach  gespeist.
Der Blattbach vereinigt sich schließlich bei der Flur Geiswies auf einer Höhe von 27 m ü. NHN  mit dem aus dem Südwesten herkommenden Teufelsbach  zum Helmbach.
Sein etwa 3,1 km langer Lauf endet ungefähr 132 Höhenmeter unterhalb seiner Quelle, er hat somit ein mittleres Sohlgefälle von 43 ‰.

### Einzugsgebiet
Das 7,2 km² große Einzugsgebiet des Blattbachs liegt im Mittleren Pfälzerwald und wird von ihm über den Helmbach, den Speyerbach und den Rhein zur Nordsee entwässert.
Es grenzt
- im Nordosten an das des Iggelbachs, der in den Helmbach mündet,
- im Osten und Süden an das des Helmbachs
- im Südwesten an das des Wellbachs, der in den Rheinzufluss Queich mündet
- und im Westen und Nordwesten an das des Speyerbachs.

Das Einzugsgebiet ist fast vollständig bewaldet.
Die höchste Erhebung ist der Brogberg mit 556,9 m ü. NHN im Westen des Einzugsgebiets.

### Zuflüsse
- Miedersbach (rechts), 3,45 km, 4,16 km²